# Alojzy Świątek

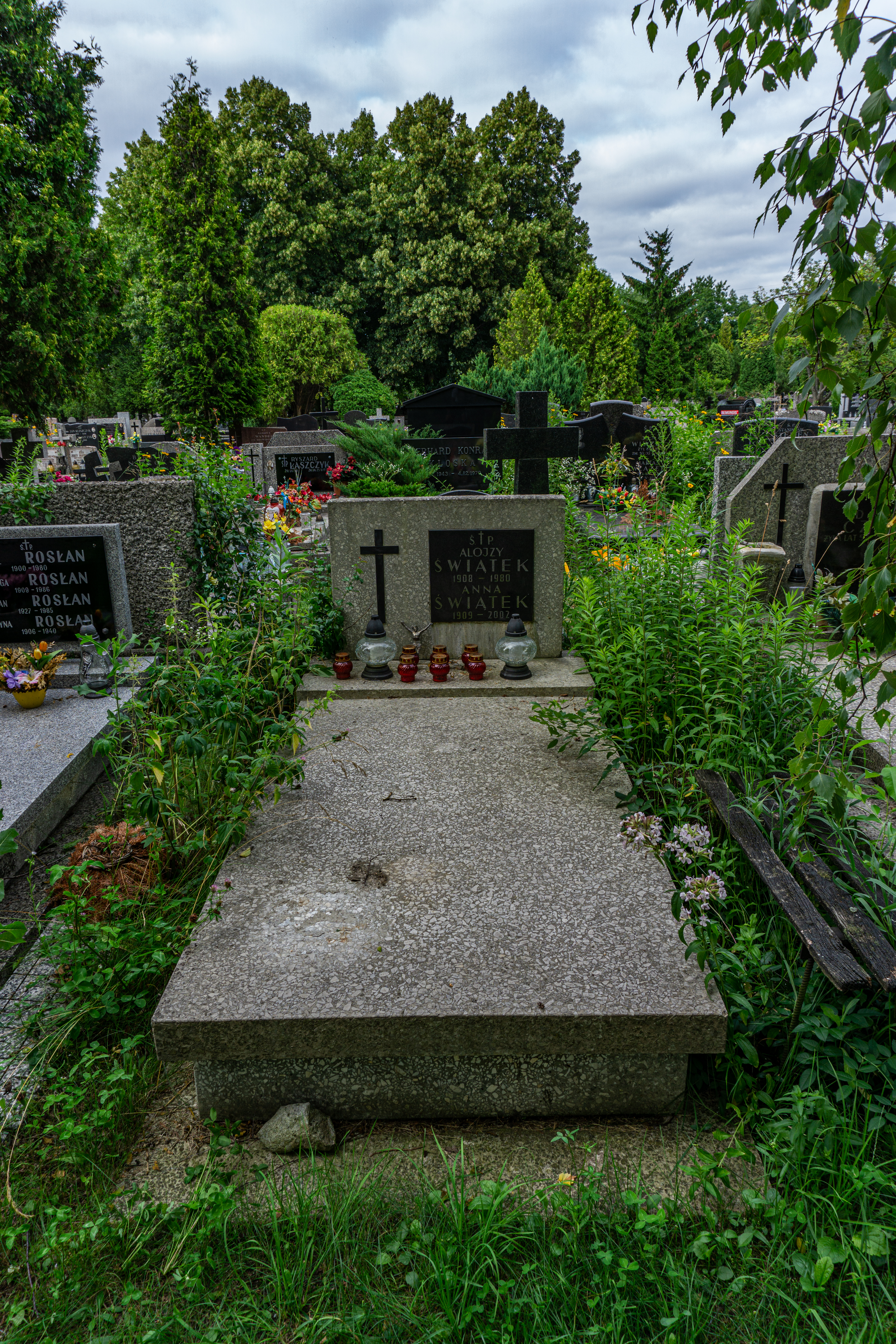
Grób Alojzego Świątka na cmentarzu Komunalnym Północnym w Warszawie

Alojzy Świątek (ur. 5 czerwca 1908 w Załuczach koło Śniatynia, zm. 27 marca 1980 w Warszawie) – polski inżynier rolnik, profesor nadzwyczajny Wyższej Szkoły Rolniczej w Olsztynie, rektor tej uczelni (1954–1958), dyrektor Instytutu Przemysłu Mleczarskiego w Warszawie (1960–1968).

## Życiorys
Alojzy Świątek był synem Jana i Teodory Szpak. W 1928 roku ukończył Gimnazjum im. Króla Kazimierza Jagiellończyka w Kołomyi, po czym rozpoczął studia na Wydziale Rolniczo-Lasowym Politechniki Lwowskiej. W 1932 roku uzyskał tytuł inżyniera rolnika. W latach 1932–1933 uzupełniał edukację na Wydziale Prawa Uniwersytetu Jagiellońskiego. Do 1937 roku odbywał staże i praktyki, w tym w ośrodkach naukowych i zakładach mleczarskich w Austrii, Szwajcarii i Niemczech. Od lipca 1937 roku do końca roku następnego był kierownikiem serowni szkolnej Państwowej Wyższej Szkoły Gospodarstwa Wiejskiego w Cieszynie (PWSGW). Podczas okupacji niemieckiej był między innymi nauczycielem w szkole rolniczej w Białokrynicy, kierownikiem magazynu jajczarskiego w Warszawie, nauczycielem i kierownikiem szkolnej mleczarni w Rzeszowie.
Po zakończeniu II wojny światowej pracował początkowo jako referent przemysłu mleczarskiego w urzędach wojewódzkich w Rzeszowie i Katowicach, zaś od 1946 roku jako wykładowca w PWSGW w Cieszynie. Pełnił obowiązki dziekana Wydziału Mleczarskiego. W 1950 roku, po przeniesieniu uczelni jako Wyższej Szkoły Rolniczej do Olsztyna był dziekanem Wydziału Mleczarskiego (1950–1951), prorektorem (1951–1954) i rektorem uczelni (1954–1958). Zorganizował od podstaw Katedrę Technologii Mleczarstwa. W czerwcu 1954 roku został profesorem nadzwyczajnym.
W 1958 roku przeniósł się do Instytutu Przemysłu Mleczarskiego w Warszawie, dwa lata później zostając jego dyrektorem. Pełnił tę funkcję do 1968 roku, następnie, do przejścia na emeryturę w 1973 roku, będąc kierownikiem pracowni mikrobiologicznej. Interesował się głównie zagadnieniami z zakresu serowarstwa. Był autorem bądź współautorem między innymi ośmiu patentów oraz 31 opracowań naukowych, członkiem Komitetu Chemii i Technologii Żywności Polskiej Akademii Nauk, członkiem Prezydium Naczelnej Organizacji Technicznej oraz Rady Nadzorczej Centralnego Związku Spółdzielni Mleczarskich. Był odznaczony między innymi Krzyżem Oficerskim Orderu Odrodzenia Polski, Srebrnym i Złotym Krzyżem Zasługi, Odznaką Zasłużonego Działacza Ruchu Spółdzielczego oraz „Zasłużony dla Warmii i Mazur”. Został pochowany na Cmentarzu Komunalnym Północnym w Warszawie.